# 폴 포카시
폴 포카시(Paul Porcasi, 1879년 1월 1일 ~ 1946년 8월 8일)는 이탈리아의 배우이다.

## 영화
- 정복 영웅의 환영 (1944년)
- 스타 스팽글드 리듬 (1942년)
- 카사블랑카 (1942년)
- 닥터스 돈 텔 (1941년)
- 잔지바르 가는 길 (1941년)
- 잇 스타티드 위드 이브 (1941년)
- 레이디 오브 더 트로픽스 (1939년)
- 에브리씽 해펀즈 앳 나잇 (1939년)
- 메이타임 (1937년)
- 7번째 하늘 (1937년)
- 로즈 마리 (1936년)
- 아이 드림 투 머치 (1935년)
- 고 인투 유어 댄스 (1935년)
- 체인드 (1934년)
- 캣 앤 더 피들 (1934년)
- 슬픔은 그대 가슴에 (1934년)
- 타잔과 친구 (1934년)
- 로마 스캔달 (1933년)
- 플라잉 다운 투 리오 (1933년)
- 풋라이트 퍼레이드 (1933년)
- 킹콩 (1933년)
- 더 키드 프럼 스페인 (1932년)
- 시나라 (1932년)
- 신사의 운명 (1931년)
- 스마트 머니 (1931년)
- 칠드런 오브 드림스 (1931년)
- 형법 체계 (1931년)
- 무모한 천성 (1930년)
- 어 레이디스 모랄스 (1930년)
- 세 자매 (1930년)
- 모로코 (1930년)
- 브로드웨이 (1929년)